# Irrlicht
Irrlicht es un motor 3D gratuito y de código abierto, escrito en C++, el cual puede ser usado tanto en C++ como con lenguajes .Net.

## Características
- Ejecutable en Windows, Linux, MacOS, Windows CE. Soporte no oficial para FreeBSD, Xbox, PlayStation Portable, Raspberry Pi, Symbian OS, iPhone entre otros.
- Soporta Pixel Shader y Vertex Shader.
- Capacidad tanto para interiores como exteriores.
- Sistema de animaciones "skeletal" y "morph".
- Partículas, mapas de luces, "enviromment mapping" y sombras "stencil buffer".
- Sistema para interfaces 2D.
- Funciones 2D.
- Totalmente documentada la API con ejemplos y tutoriales.
- Rápido y fácil sistema de colisiones.
- Lectura directa de archivos comprimidos.
- Lector XML.

### Formatos 3D soportados
- 3D Studio meshes (.3ds)
- B3D files (.b3d)
- Alias Wavefront Maya (.obj)
- Cartography shop 4 (.csm)
- COLLADA (.xml, .dae)
- DeleD (.dmf)
- FSRad oct (.oct)
- Irrlicht scenes (.irr)
- Microsoft DirectX (.x) (binario y texto)
- Milkshape (.ms3d)
- My3DTools 3 (.my3D)
- OGRE meshes (.mesh)
- Pulsar LMTools (.lmts)
- Quake 3 levels (.bsp)
- Quake 2 models (.md2)

### Formato para texturas soportados
- Adobe Photoshop (.psd)
- JPEG File Interchange Format (.jpg)
- Portable Network Graphics (.png)
- Truevision Targa (.tga)
- Windows Bitmap (.bmp)
- Zsoft Paintbrush (.pcx)

## Renderizadores
- Direct3D 8.1
- Direct3D 9.0
- OpenGL 1.5
- Irrlicht Engine software renderer.
- BurningsVideo Software Renderer

## Materiales y shaders
- Pixel y Vertex Shaders 1.1 a 3.0, y 4.0 usando GLSL.
- ARB Fragment y Vertex Programs
- HLSL
- Cg
- GLSL

## Compatibilidad lenguajes
El motor Irrlicht está disponible para los siguientes lenguajes:
- C++ (nativo)
- C#
- Java
- Perl
- Ruby
- Basic
- Python
- Lua
- .NET
- Delphi